# Wesley Crusher
Wesley Crusher è un personaggio immaginario del franchise di fantascienza Star Trek. È interpretato dall'attore Wil Wheaton, che lo ha impersonato nella serie televisiva  Star Trek: The Next Generation (1987-1994); nel film Star Trek - La nemesi (2002); nel cortometraggio Star Trek the Tour (2008); nell'episodio Addio (2022) della serie televisiva Star Trek: Picard. Wheaton gli ha inoltre prestato la voce nell'episodio Vecchi amici, nuovi pianeti (2023) della serie animata Star Trek: Lower Decks e nella seconda stagione della serie animata Star Trek: Prodigy (2024). Nell'episodio Il ritorno di Q viene interpretato, venticinquenne, anche dall'attore William Wallace. Il personaggio è inoltre presente in alcuni romanzi del franchise.
Wesley è il figlio dell'ufficiale medico dell'Enterprise D Beverly e di Jack Crusher. È un adolescente che si rivela un brillante elemento dell'equipaggio della nave stellare e in seguito un promettente cadetto dell'Accademia della Flotta Stellare. Tuttavia uno scandalo incrina la sua carriera e in seguito, deluso dalla Flotta Stellare, viene reclutato dal Viaggiatore, divenendo infine un Viaggiatore egli stesso.
Wesley Crusher è parte del cast nelle prime quattro stagioni di Star Trek: The Next Generation, apparendo poi sporadicamente nelle successive tre stagioni. Il personaggio è impopolare e il meno apprezzato dai fan di The Next Generation, anche a causa della sua caratterizzazione, che lo rende antipatico, poiché ritratto come un giovane genio idealizzato e un alter ego di Gene Roddenberry. Per tale motivo la sua presenza nella serie viene considerevolmente ridotta dopo la prima stagione della serie, quando Roddenberry ha cominciato ad avere un ruolo meno preponderante nella produzione.

## Storia del personaggio
Wesley Crusher nasce sulla Terra il 29 luglio 2349, figlio di Jack e Beverly Crusher. Wesley è un ragazzo molto intelligente per la sua età. Il padre è morto quando lui era giovane ed è stato allevato solo dalla madre, che normalmente segue durante le sue missioni.
Wesley è arrivato sulla USS Enterprise NCC-1701-D seguendo la madre che sulla nave stellare svolge la funzione di Ufficiale Medico capo. Quasi subito il capitano Jean-Luc Picard si rende conto delle potenzialità del ragazzo e lo integra nell'equipaggio dell'Enterprise.
Con gli anni, Wesley matura e decide di fare domanda all'Accademia della Flotta Stellare; all'inizio effettua un test per entrarvi, senza superarlo; in seguito ripete il test e riesce a essere ammesso. Quando, a causa di un'emergenza sull'Enterprise D, non si presenterà al rendez vous con l'astronave che lo porterà all'Accademia, perdendo di fatto il posto di allievo cadetto, il capitano Picard lo promuoverà "sul campo" guardiamarina a tutti gli effetti, dandogli il diritto di indossare la divisa rossa come qualsiasi altro ufficiale, nell'attesa che passi un altro anno e che il ragazzo possa far nuovamente domanda di ammissione. Durante la sua permanenza all'Accademia, Wesley si distingue negli studi fino all'anno del presunto diploma quando, durante un'esercitazione non autorizzata, un membro della sua squadra di volo muore a causa di un incidente. Wesley viene processato insieme agli altri componenti della squadra e condannato a ripetere l'ultimo anno. Proprio durante una pausa negli studi, Wesley, sempre più incostante e infastidito, fa visita a sua madre e i suoi vecchi amici dell'Enterprise.
In questa occasione Wesley esterna la sua insoddisfazione per gli studi e la vita da ufficiale della Flotta che gli si prospetta innanzi; nel tentativo di fare chiarezza sui suoi desideri per il futuro, fa la sua ricomparsa Il Viaggiatore. Con la sua guida, Wesley scopre la possibilità di espandere le sue potenzialità e di trascendere il tempo e lo spazio. Al termine di questa inattesa scoperta, Wesley decide di seguire Il Viaggiatore nella sua dimensione per perfezionare le sue capacità.
Wesley Crusher si riaggrega ai suoi ex colleghi e amici della USS Enterprise NCC-1701-E durante la festa per il matrimonio tra il consigliere Deanna Troi e il Primo Ufficiale William T. Riker. In quell'occasione Wesley indossa l'uniforme con il grado di tenente junior, dimostrando di essere rientrato nella Flotta Stellare.

## Interpreti
Wesley Crusher viene interpretato dall'attore statunitense Wil Wheaton, che lo impersona negli 85 episodi della serie televisiva Star Trek: The Next Generation di cui è protagonista. Il personaggio è poi assente nei primi tre film che vedono protagonista l'equipaggio di Star Trek: The Next Generation, ricomparendo solamente nel quarto, il decimo film della saga cinematografica di Star Trek, Star Trek - La nemesi diretto da Stuart Baird. Wheaton riprende la parte di Wesley Crusher nell'ultimo episodio della seconda stagione della serie televisiva Star Trek: Picard, Addio. Wheaton presta la voce al personaggio anche nella serie animata Star Trek: Lower Decks, quando il suo personaggio appare, in versione animata, nell'episodio della quarta stagione Vecchi amici, nuovi pianeti (Old Friends, New Planets). Wheaton, inoltre, presta la voce a un romulano nel film Star Trek del 2009, diretto da J.J. Abrams. Il suo personaggio è fra i protagonisti della seconda stagione della serie animata in computer grafica Star Trek: Prodigy, in cui Wheaton gli presta ancora la voce.
Nell'episodio della prima stagione Il ritorno di Q, in cui Wesley Crusher viene invecchiato da William T. Riker cui Q ha conferito i suoi stessi poteri, Wesley a venticinquenne viene interpretato dall'attore statunitense William Wallace.
Nell'edizione in italiano della serie televisiva The Next Generation, il personaggio è doppiato da Daniele Carnini in tutti gli episodi a eccezione dei due episodi della settima stagione Universi paralleli e La fine del viaggio, in cui viene doppiato da Stefano Crescentini.
Nell'episodio del 2009 We Are a Humble Factory, della quarta stagione della serie animata parodistica Robot Chicken, il personaggio di Wesley Crusher viene doppiato da Seth Green.

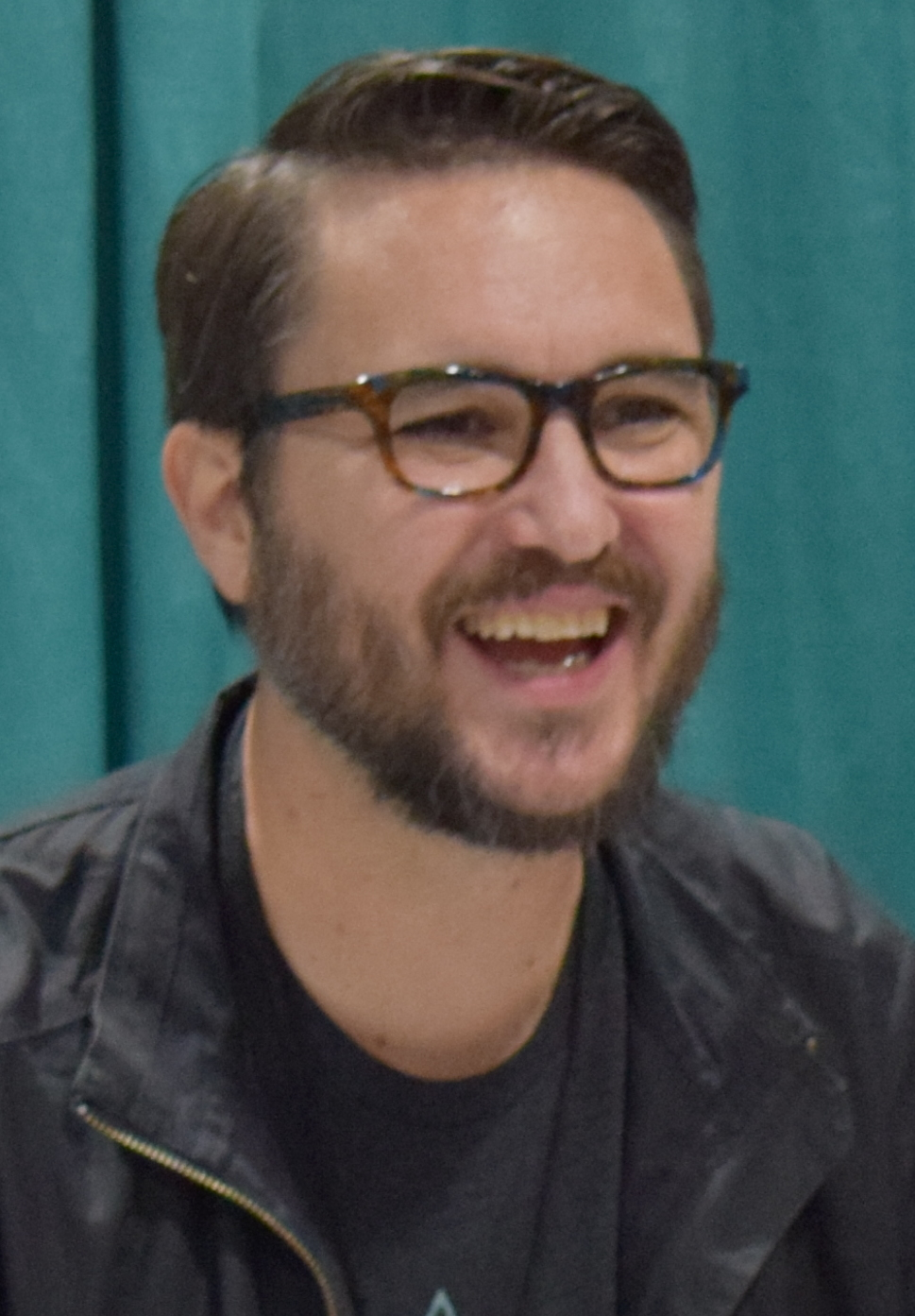
Wil Wheaton, interprete di Wesley Crusher
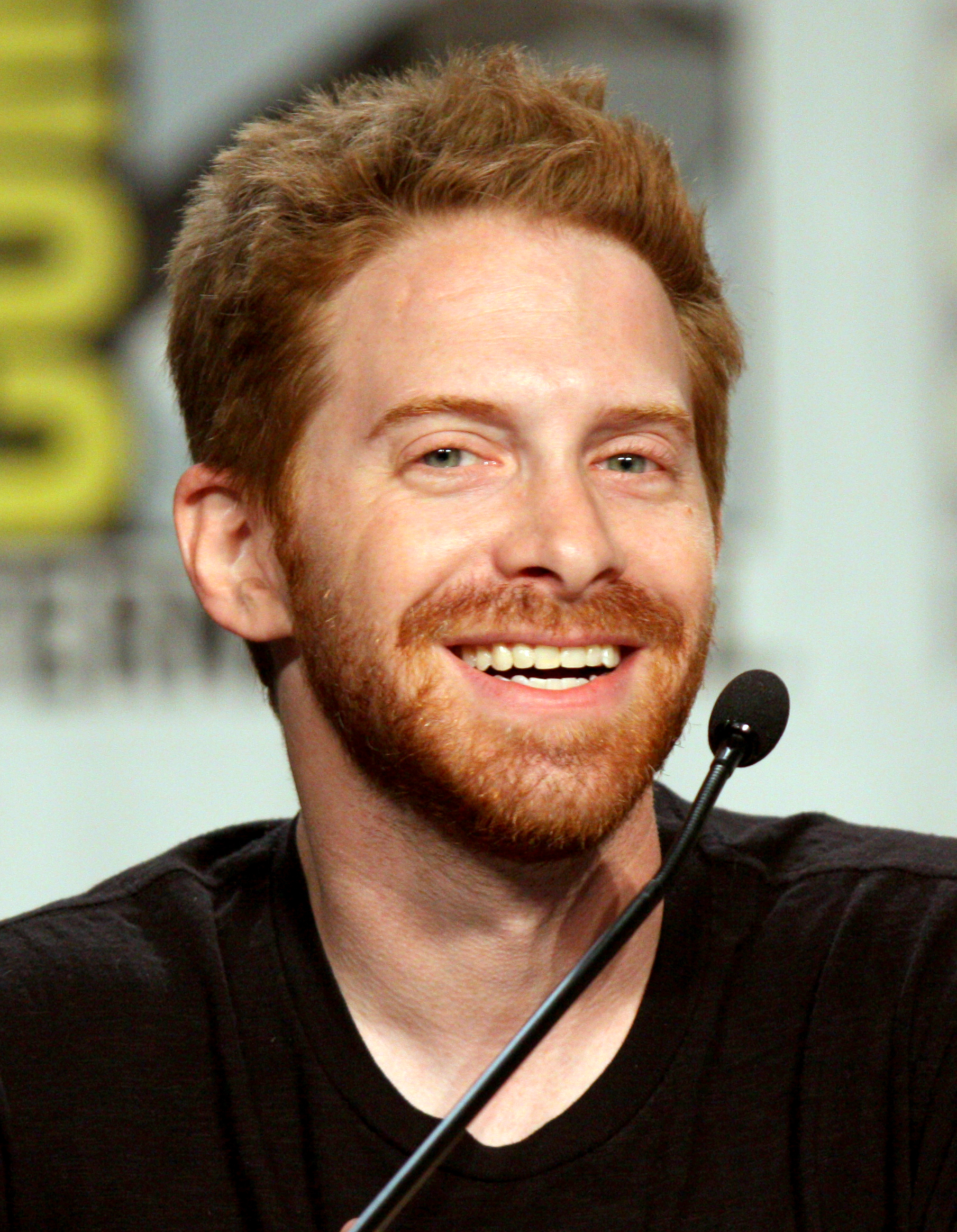
Seth Green, doppiatore di Wesley Crusher in Robot Chicken

## Accoglienza
Il personaggio di Wesley Crusher è particolarmente impopolare tra più di un fan di Star Trek. Molti fan considerano il personaggio una Mary Sue e un alter ego di Gene Roddenberry, il cui secondo nome era appunto Wesley. Il ruolo del personaggio nella serie venne notevolmente ridotto dopo la prima stagione, quando il coinvolgimento di Roddenberry nella produzione divenne meno preponderante nella serie.
Alcuni fan hanno trovato antipatica l'idea di un ragazzo che sembra costantemente salvare l'intera nave stellare, divenendo il deus ex machina di ogni storia. I commentatori hanno osservato come Wesley, «che ha problemi a entrare nell'Accademia della Flotta Stellare» ed è su di una nave stellare «piena dei migliori e più brillanti membri della Flotta Stellare, sia sempre l'unico a escogitare "la soluzione necessaria"». Ai fan di Star Trek non va molto a genio il fatto che Wesley Crusher sia divenuto un popolare meme di Internet e che sia divenuto popolare in altre serie televisive come The Big Bang Theory, Steins;Gate e nell'episodio del 2009 de I Griffin, Non tutti i cani vanno in Paradiso (Not All Dogs Go to Heaven), in cui appare il cast principale di The Next generation compreso Wil Wheaton che interpreta sé stesso mentre viene bullizzato da Patrick Stewart.
Wheaton ha scritto, a proposito dell'effetto che il ruolo ha avuto su di lui: «Quando ero giovane, la gente mi dava filo da torcere per il personaggio di Wesley Crusher, c'è stato un periodo tra la fine dell'adolescenza e l'inizio dei vent'anni in cui ce l'avevo con Star Trek. Pensavo fosse ingiusto che persone che non mi avevano mai incontrato fossero così crudeli e odiose nei miei confronti solo perché non gli piaceva un personaggio che interpretavo in una serie televisiva, volevo lasciarmi Star Trek alle spalle e dimenticare che era mai stato parte della mia vita.»
Nel 2016 Wired ha classificato Wesley Crusher al trentunesimo posto in una lista dei migliori 100 personaggi della Flotta Stellare dell'universo fantascientifico di Star Trek.

## Influenze nella cultura di massa
- Nella serie televisiva The Big Bang Theory (2007-2019), in cui Wil Wheaton appare nella parte di sé stesso, prima come nemesi e nemico giurato di Sheldon Cooper, in seguito come suo amico, tanto da venire chiamato a celebrarne il matrimonio con Amy Farrah Fowler,[17] i riferimenti al suo personaggio di Wesley Crusher sono molteplici e continui. Nel quinto episodio della quinta stagione, La reazione del razzo russo (The Russian Rocket Reaction, 2011), invitato a una festa a casa di Wheaton, a Sheldon viene da questi regalata una action figure della Playmates autografata che lo rappresenta proprio nei panni di Wesley Crusher.[18] Nell'episodio è inoltre presente anche Brent Spiner, interprete di Data in Star Trek: The Next Generation, personaggio molto ammirato da Sheldon, che, aprendo la confezione dell'action figure di Wesley Crusher, viene da Sheldon consacrato come suo arcinemico.[18]
- Nel 2009 Wil Wheaton appare nell'episodio della settima stagione della serie animata I Griffin (Family Guy), Non tutti i cani vanno in Paradiso (Not All Dogs Go to Heaven), in cui compare il cast principale di The Next Generation e dove Wil Wheaton viene bullizzato dal Patrick Stewart.

## Merchandising
- Nel 1993 la Playmates, ha realizzato una action figure da 4½" (circa 10cm) di Wesley Crusher nella sua linea Star Trek: The Next Generation.[19]

## Filmografia

### Cinema
- Star Trek - La nemesi (Star Trek: Nemesis), regia di Stuart Baird (2002)
- Star Trek the Tour - cortometraggio (2008)

### Televisione
- Star Trek: The Next Generation - serie TV, 85 episodi (1987-1994)
- Robot Chicken - serie animata, episodio 4x11 (2009)
- Star Trek: Picard - serie TV, episodio 2x10 (2022)
- Star Trek: Lower Decks - serie animata, episodio 4x10 (2023)

## Pubblicazioni (parziale)

### Romanzi
- (EN) Carmen Carter, The Children of Hamlin, collana Star Trek: The Next Generation, n. 3, New York, Pocket Books, 1988, ISBN 0671735551.
- (EN) Michael Jan Friedman, A Call to Darkness, collana Star Trek: The Next Generation, n. 9, New York, Pocket Books, 1989, ISBN 0671687085.
- (EN) Peter David, Strike Zone, collana Star Trek: The Next Generation, n. 5, New York, Pocket Books, 1989, ISBN 0671746472.
- (EN) Howard Weinstein, Power Hungry, collana Star Trek: The Next Generation, n. 6, New York, Pocket Books, 1989, ISBN 0671746480.
- (EN) Mel Gilden, Boogeymen, collana Star Trek: The Next Generation, n. 17, New York, Pocket Books, 1991, ISBN 0671709704.
- (EN) David Gerrold, Encounter at Farpoint, collana Star Trek: The Next Generation, n. 0, New York, Pocket Books, 1991, ISBN 0671743880.
- (EN) Diane Duane, Dark Mirror, collana Star Trek: The Next Generation, New York, Pocket Books, 1993, ISBN 0671793772.
- (EN) Peter David, Imzadi, collana Star Trek: The Next Generation: Imzadi, n. 1, New York, Pocket Books, 1998, ISBN 0671026100.
- (EN) Dayton Ward, Headlong Flight, collana Star Trek: The Next Generation, New York, Pocket Books, 2017, ISBN 1501111310.